# Трой Айслі
Трой Айслі (англ. Troy Isley; 5 вересня 1998, Вашингтон, Колумбія) — професійний американський боксер, призер чемпіонату світу та Панамериканських ігор серед аматорів.

## Аматорська кар'єра
На чемпіонаті світу 2017 Трой Айслі здобув три перемоги, а у півфіналі програв Олександру Хижняку (Україна) — 1-4.
На Панамериканських іграх 2019 Трой Айслі у півфіналі програв Еберту Консейсау (Бразилія) — 1-4.
На Олімпійських іграх 2020, які пройшли в Токіо у липні—серпні 2021 року, Трой Айслі програв у другому бою.
- В 1/16 фіналу переміг Віталія Бондаренко (Білорусь) — 5-0
- В 1/8 фіналу програв Глібу Бакши (Росія) — 2-3

## Професіональна кар'єра
До початку олімпійських змагань Трой Айслі 2021 року провів два боя на професійному рингу. До кінця 2023 року провів ще дев'ять переможних боїв.